# Adolf Retz

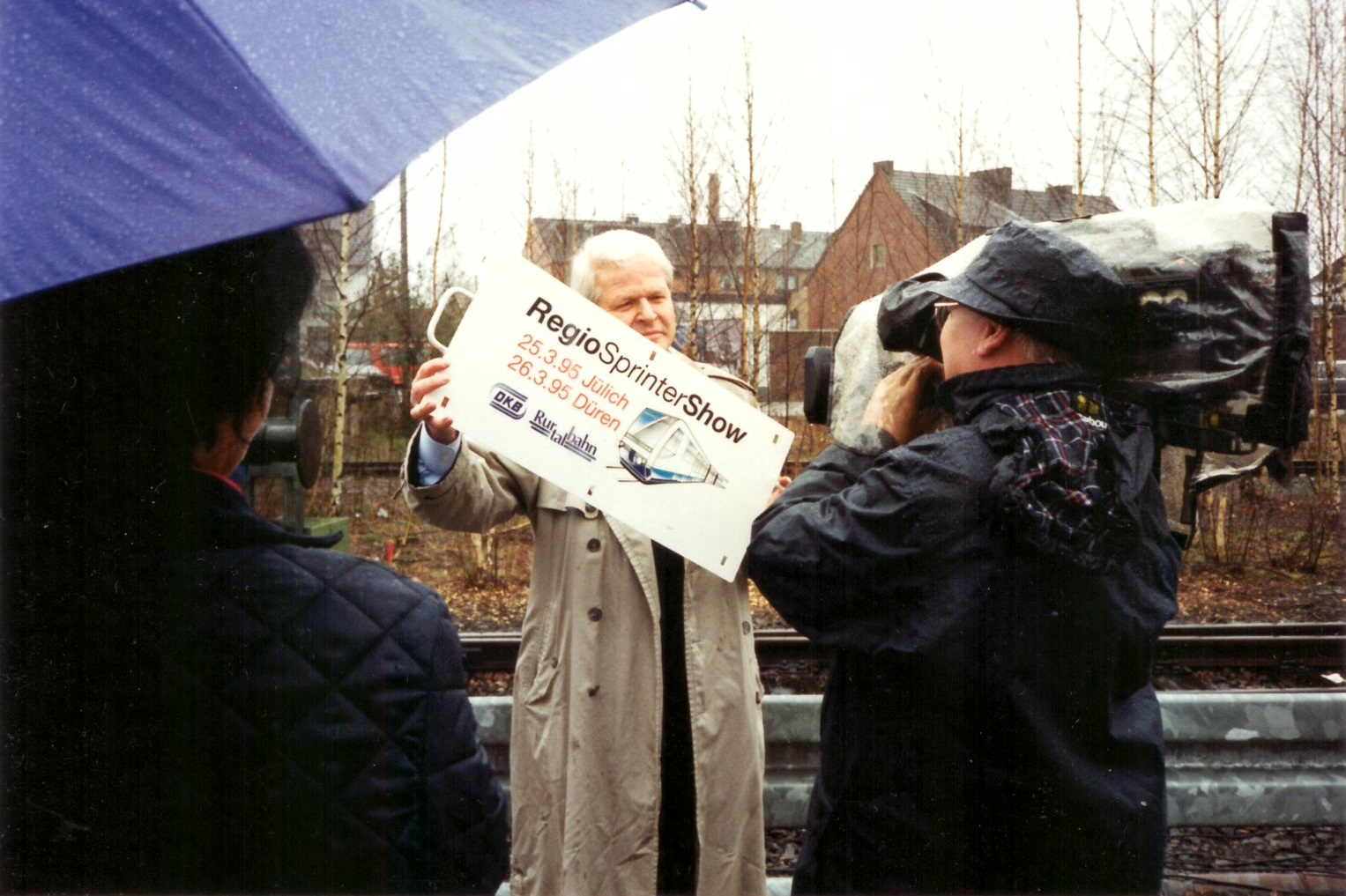
Adi Retz 1995 in Jülich bei der Vorstellung neuartiger Nahverkehrs-Schienenfahrzeuge vom Typ RegioSprinter

Adolf (Adi) Retz (* 17. Februar 1942 in Aachen) ist ein deutscher Politiker (SPD); er war Landrat des Kreises Düren und Abgeordneter im Landtag von Nordrhein-Westfalen.

## Biografie
Retz begann nach dem Besuch der Volksschule eine Mechanikerlehre, die er 1959 mit der Gesellenprüfung abschloss. Danach arbeitete er bis 1961 an der RWTH Aachen. Anschließend ging er als Techniker zur KFA Jülich, dem heutigen Forschungszentrum Jülich. Nach dem Besuch der Fachschule und der Prüfung als Maschinenbautechniker im Jahre 1965 bestand er die Meisterprüfung im Mechanikerhandwerk. 1969 wurde er in der KFA Werkstattleiter am Institut für Kernphysik.

## Politischer Werdegang
1969 trat Retz in die SPD ein, 1979 wurde er Mitglied des Jülicher Stadtrates. Am 23. Januar 1980 wurde er Vorsitzender des SPD-Ortsvereines Jülich. 1985 kam Retz in den Landtag. Am 16. Oktober 1989 löste Retz Johannes Kaptain als Landrat des Kreises Düren ab. Manfred Lucas löste Retz im November 1994 ab. Retz war seit 1989 Vorstandsmitglied des Landkreistages Nordrhein-Westfalen, dem er von 1993 bis 1994 als Vorsitzender vorstand. Retz war maßgeblich an der Reaktivierung der Dürener Kreisbahn beteiligt, die 1993 zwei zur Stilllegung anstehende Regionalstrecken von der Deutschen Bundesbahn übernahm und diese grundlegend modernisierte und auf Erfolgskurs führte. Auf seine Initiative wurde Jülich auch Standort für das Technologiezentrum Jülich im Gewerbegebiet Königskamp.
Vom 30. Mai 1985 bis zum 1. Juni 2000 war er Mitglied des nordrhein-westfälischen Landtages. Nach seinem Ausscheiden aus dem Landtag im Jahre 2000 gründete er ein Beratungsbüro für Regionalentwicklung und Technologietransfer und eine „Deutsch-Niederländische Projektentwicklungsgesellschaft“.
Retz ist verheiratet und hat drei Kinder.